# Thich Quang Do
 (février 2020).
Patriarche (Tăng Thống) de
 l'Église bouddhiste unifiée du Vietnam
Thích Huyền Quang
Thích Quảng Độ (né le 27 novembre 1928 dans la province de Thái Bình et mort le 22 février 2020 à Hô Chi Minh-Ville (Viêt Nam) est un moine bouddhiste vietnamien, un chef religieux et un critique du gouvernement de la République socialiste du Viêt Nam. 
À la suite du décès de Thích Huyền Quang, il devient en 2008 le patriarche de l'Église bouddhiste unifiée du Vietnam, ordre religieux encore interdit en 2011 dans ce pays.

## Biographie
Đặng Phúc Tuện né dans la province de Thái Bình (Viêt Nam) est un haut membre de l'Église bouddhiste unifiée du Vietnam depuis les années 1960. Il est critique envers le gouvernement de la République socialiste du Viêt Nam depuis les années 1970 et a été emprisonné pour cela plusieurs fois. Le 14e dalaï-lama lança plusieurs appels dans les années 1990 pour obtenir sa libération de prison. Amnistié en 1998, Thich Quang Do en fut informé par Vo Van Ai (en), porte-parole de l’EBUV à Paris.
En 2001, il lance « l'appel à la démocratie au Viêt Nam » et est placé pour cela en résidence forcée par le gouvernement vietnamien dans le temple Thanh Minh à Saïgon.
Il reçoit le prix Rafto en 2006, mais ne peut quitter le Viêt Nam en raison de sa résidence forcée, et c'est donc son ami Võ Văn Ái qui va le chercher à sa place.